# Escut de Canejan
L'escut oficial de Canejan té el següent blasonament:
Escut caironat: de sinople, una església d'argent tancada de sable. Per timbre una corona mural de vila.

## Història
Va ser aprovat el 7 de març de 1996 i publicat en el DOGC el 29 de març del mateix any amb el número 2188.
L'església és l'emblema tradicional de l'escut de Canejan; l'església d'aquest poble aranès, d'origen romànic, està dedicada a sant Sadurní.